# Liste von Kartoffelviren und -viroiden
Kartoffelviren sind Viren, die Erkrankungen bei Kartoffeln auslösen können.
Zu den in Europa vorkommenden Viren und Viroiden zählen folgende Spezies (in alphabetischer Reihenfolge der Genera):
- Genus Carlavirus (Tymovirales: Betaflexiviridae)

- Kartoffelvirus M (alias M-Virus, englisch Potato virus M, PVM)
- Kartoffelvirus P (alias P-Virus, en. Potato virus P, PVP)
- Kartoffelvirus S (alias S-Virus, en. Potato virus S, PVS)

- Genus Necrovirus (Tolivirales: Tombusviridae)

- Tabak-Nekrose-Virus (en. Tobacco necrosis virus, TNV): ABC-Krankheit

- Genus: Pomovirus (Patatavirales: Potyviridae)

- Kartoffelbüscheltrieb-Virus (en. Potato mop top virus, PMTV): Büscheltriebkrankheit

- Genus Polerovirus (Tolivirales: Luteoviridae)

- Blattrollvirus (en. Potato leafroll virus, PLRV): Blattrollkrankheit

- Genus Pospiviroid (incertae sedis: Pospiviroidae)

- Kartoffelspindelknollen-Viroid (en. Potato spindle tuber viroid, PSTVd): Spindelknollensucht

- Genus Potexvirus (Tymovirales: Alphaflexiviridae)

- Kartoffelvirus X (alias X-Virus, en. Potato virus X, PVX)
- Kartoffel-Aucubamosaikvirus (en. Potato aucuba mosaic virus, PAMV)

- Genus Potyvirus (Patatavirales: Potyviridae)

- Kartoffelvirus A (alias A-Virus, en. Potato virus A, PVA): Kräuselmosaik-Krankheit
- Kartoffelvirus V (alias V-Virus, en. Potato virus V, PVV)
- Kartoffelvirus Y (alias Y-Virus, en. Potato virus Y, PVY)

- YO-Stamm: Strichelkrankheit
- YN-Stamm: Tabakrippenbräune
- YNTN-Stamm: Ringnekrose der Kartoffelknollen (englisch potato tuber necrotic ringspot disease, PTNRD)

- Genus Tobravirus (Martellivirales: Virgaviridae)
Tabakmauchevirus (alias Tabak-Rattle-Virus, en. Tobacco rattle virus, TRV): Stängelbuntkrankheit, Eisenfleckigkeit
- Genus Tymovirus (Tymovirales, Tymoviridae)

- Andean potato latent virus (APLV)
- Andean potato mild mosaic virus (APMMV0): Leichte Mosaik-Krankheit

- Genus Orthotospovirus (Bunyavirales: Tospoviridae)
  - Tomatenbronzefleckenvirus (en. Tomato spotted wilt virus, TSWV): Bronzefleckenkrankheit